# John Hopkins (director de orquesta)
John Raymond Hopkins (Preston, Reino Unido, 19 de julio de 1927 – Melbourne, Australia, 30 de septiembre de 2013) fue un director de orquesta y profesor de música australiano de origen británico.

## Vida
Hopkins nació en 1927 en la localidad de Preston, situada en el condado inglés de Yorkshire del Este. Estudió en Altrincham Grammar School for Boys en Reino Unido. Recibió educación musical en el Conservatorio de Música de Sídney. 
Hopkins murió el 30 de septiembre de 2013, a los 86 años de edad.

## Carrera
En su carrera asumió los siguientes cargos:
- De 1949 a 1952 fue director asistente de la Orquesta Sinfónica de la BBC de Escocia o BBC Scottish Symphony Orchestra.
- De 1952 a 1957 dirigió la BBC Northern Orchestra.
- De 1957 a 1963 dirigió Orquesta Nacional de Nueva Zelanda, hoy llamada Orquesta Sinfónica de Nueva Zelanda, sucediendo a James Robertson. En 1959 fundó la Orquesta Juvenil Nacional de Nueva Zelanda. Estuvo presente en la 50.ª temporada de aniversario de la orquesta en 2009.[4] Como parte de su contribución a la música de los jóvenes, también se dirigió a la Orquesta Nacional de la Juventud de Sudáfrica.
- De 1963 a 1973 fue director federal de música en Australian Broadcasting Commission.
- De 1973 a 1986 fue decano de la facultad de música en Victorian College of the Arts de Melbourne.
- De 1986 a 1991 dirigió Conservatorio de Música de Sídney.[5]

## Premios y reconocimientos
- En 1970 fue nombrado Oficial de la Orden del Imperio Británico (OBE) en la celebración del cumpleaños de la reina.[6]
- En 1991 fue galardonado con el Sir Bernard Heinze Memorial Award (Premio en Memoria de Sir Bernard Heinze) que se concede a una persona que haya realizado una contribución destacada a la música en Australia.
- En 2013 fue nombrado Miembro de la Orden de Australia (AM) en la celebración del cumpleaños de la reina.[7]